# 杜德唯
杜德唯（1970年5月20日—），一译杜德维，京族，越南共產黨党员，太平省太瑞县人，越南政治人物。曾任第十三屆越共中央委員、越南農業與環境部部長。

## 生平
杜德唯出身建筑建设部门，早年在河内建筑大学HAAI建筑公司担任结构设计工程师，1996年成为建筑大学的教师，期间于1999年加入越共，2002年转入建设部工作，先后担任该部干部组织司专员、副司长，2012年出任建设部办公厅主任。2015年8月，升任建设部副部长。
2017年，杜德维调任安沛省，出任该省党委副书记、省人民委员会主席。2020年9月，接替赴河内任职的范氏清茶出任越共安沛省委书记，2021年1月，他在越共十三大上当选为越共中央委员。2024年8月，回到河内，出任自然资源与环境部部长。2025年2月18日，越南農業部與自然資源環境部合併為農業與環境部，杜德唯出任農業與環境部首任部長。2025年7月，越共中央政治局對杜德唯予以警告处分，他随即遭到解职。